# Сан-Антоніо-де-Ареко
Сан-Анто́ніо-де-Аре́ко (ісп. San Antonio de Areco), також відоме під скороченою назвою Аре́ко (ісп. Areco) — місто в аргентинській провінції Буенос-Айрес, адміністративний центр однойменного округу.

## Географія і клімат

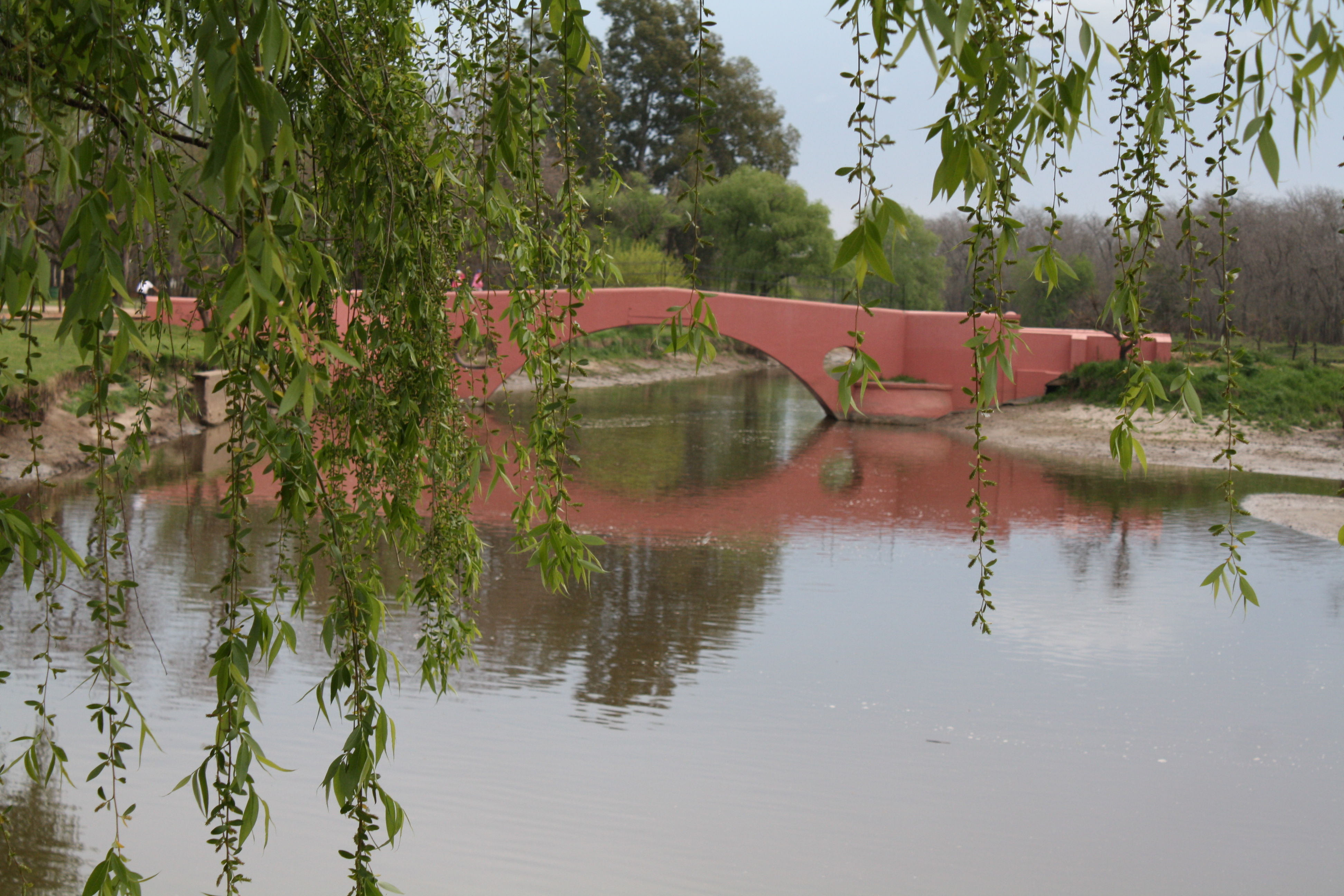
Міст над річкою Ареко

Сан-Антоніо-де-Ареко знаходиться у зоні пампи. Рельєф місцевості складають переважно пологі пагорби і широкі зигзагоподібні долини, які завдячують своєю появою водній ерозії. Через місто протікає річка Ареко, а також струмки Добладо і Каньяда-Онда. Місто часто потерпає від підтоплень, спричинених Судестадою і повенями на річці Ареко.
Сан-Антоніо-де-Ареко знаходиться у сейсмічно спокійній зоні, останній землетрус тут був понад 100 років тому.
Клімат міста вологий субтропічний без сухого сезону (Cfa за класифікацією Кеппена). Літа жаркі і вологі, часто зі зливами і ураганним вітром. Зими м'які з температурами переважно вище 10 °C, але з досить частими морозами, спричиненими приходом холодного повітря з Антарктики. Для місцевості характерні такі вітри:
- північний — теплий і вологий, спричиняє підвищення температури
- памперо (південно-західний) — сильний, поривчастий, спричиняє зниження температури і суху погоду
- судестада — сильний, поривчастий, холодний і вологий, приносить дощі

## Населення
Згідно з даними перепису 2010 року, проведеного INDEC, населення міста Сан-Антоніо-де-Ареко складає 23 138 осіб (11 353 чоловіків і 11 785 жінок).

## Історія

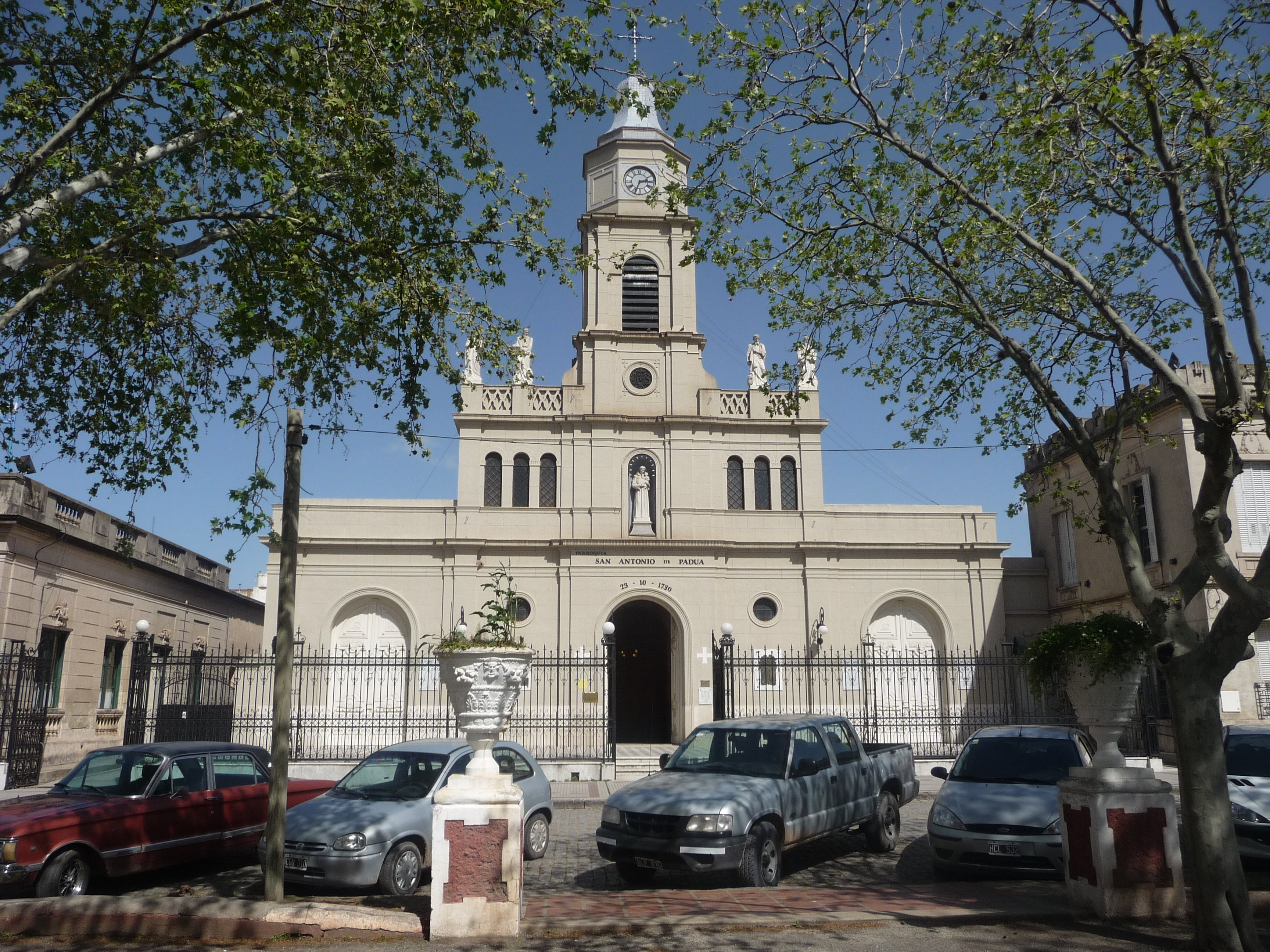
Церква Св. Антонія Падуанського

До XVI століття місцевість, де нині знаходиться місто Сан-Антоніо-де-Ареко, була заселена індіанцями керанді. З приходом європейських колонізаторів вона опиняється на головному шляху до Верхнього Перу і Парагваю. Перше поселення на берегах річки Ареко засновують у XVII столітті єзуїтські місіонери. У 1710-1714 роках це поселення кілька разів постраждало від набігів керанді. Щоб отримати божий захист від ворожих індіанців, поселенці зводять каплицю на честь Святого Антонія Падуанського.
23 жовтня 1730 року було створено парафію Сан-Антоніо-де-Ареко, у якій на той час налічувалося 25 землевласників. Цю дату вважають днем заснування міста.
Під час англійський вторгнень 1806—1807 років до Сан-Антоніо-де-Ареко засилали полонених британців.
Через стратегічне розташування міста у ході війни за незалежність і подальшого формування аргентинської держави його відвідувало багато історичних особистостей, зокрема Хосе де Сан-Мартін, Хуан Мануель де Росас, Факундо Кірога.
У вересні 1833 року Сан-Антоніо-де-Ареко відвідує англійський натураліст Чарльз Дарвін під час своєї навколосвітньої подорожі.

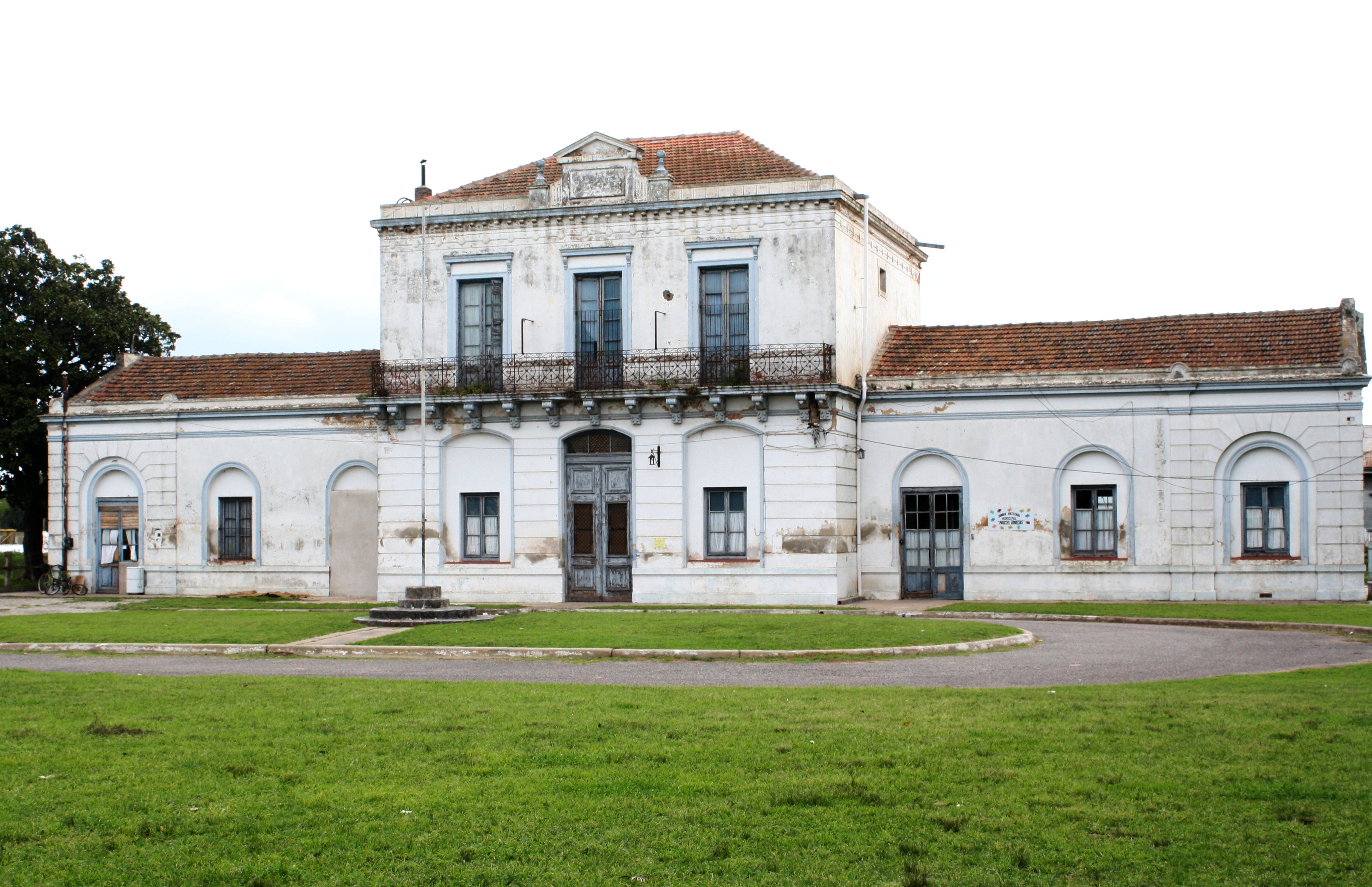
Залізнична станція

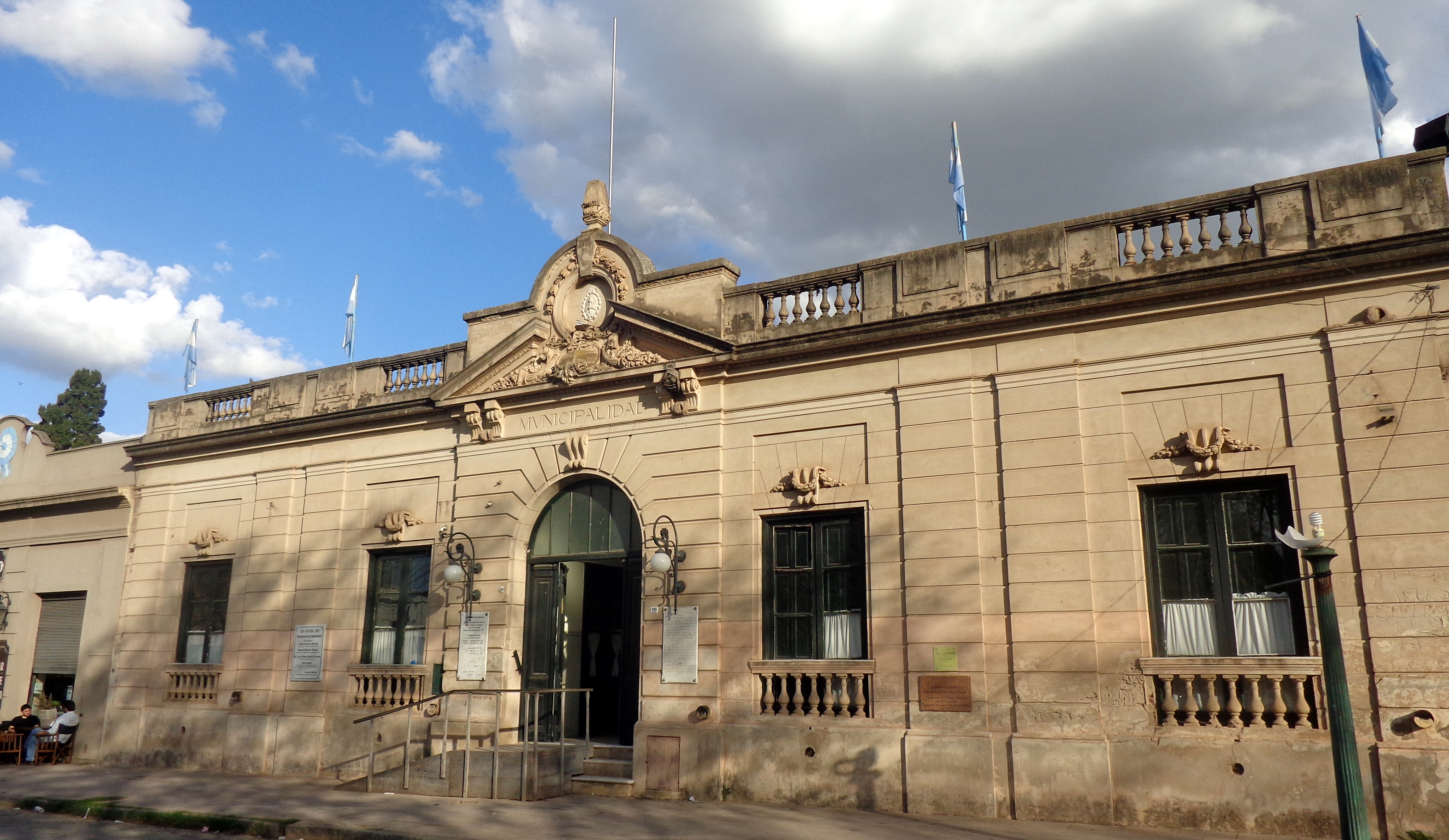
Муніципалітет

З середини XIX століття до Сан-Антоніо-де-Ареко починають масово прибувати мігранти з європейських країн: іспанці, хорвати, італійці, ірландці.
1892 року до Сан-Антоніо-де-Ареко було збудовано гілку залізниці Пергаміно-Вікторія, яка сприяла розвитку містечка.
1926 року виходить книга Рікардо Гуїральдеса «Дон Сегундо Сомбра», дія якої відбувається в Сан-Антоніо-де-Ареко. Вона стає дуже популярною в Аргентині і сприяє закріпленню за Сан-Антоніо-де-Ареко іміджу історичного міста, яке береже традиції. З 1939 року у місті починають проводити щорічний День Традиції — фестиваль, присвячений звичаям сільської Аргентини. 1999 року президент Аргентини присвоює місту звання населеного пункту загальнодержавного історичного значення, а шести об'єктам у ньому — статус національної історичної пам'ятки. 2015 року згідно з законом № 27105 місто отримує звання Національної колиски традицій.
2015 року у місті було створено Національний університет Сан-Антоніо-де-Ареко, який пропонує навчання зі спеціальностей пов'язаних з сільським господарством, екологією, культурою.

## Економіка

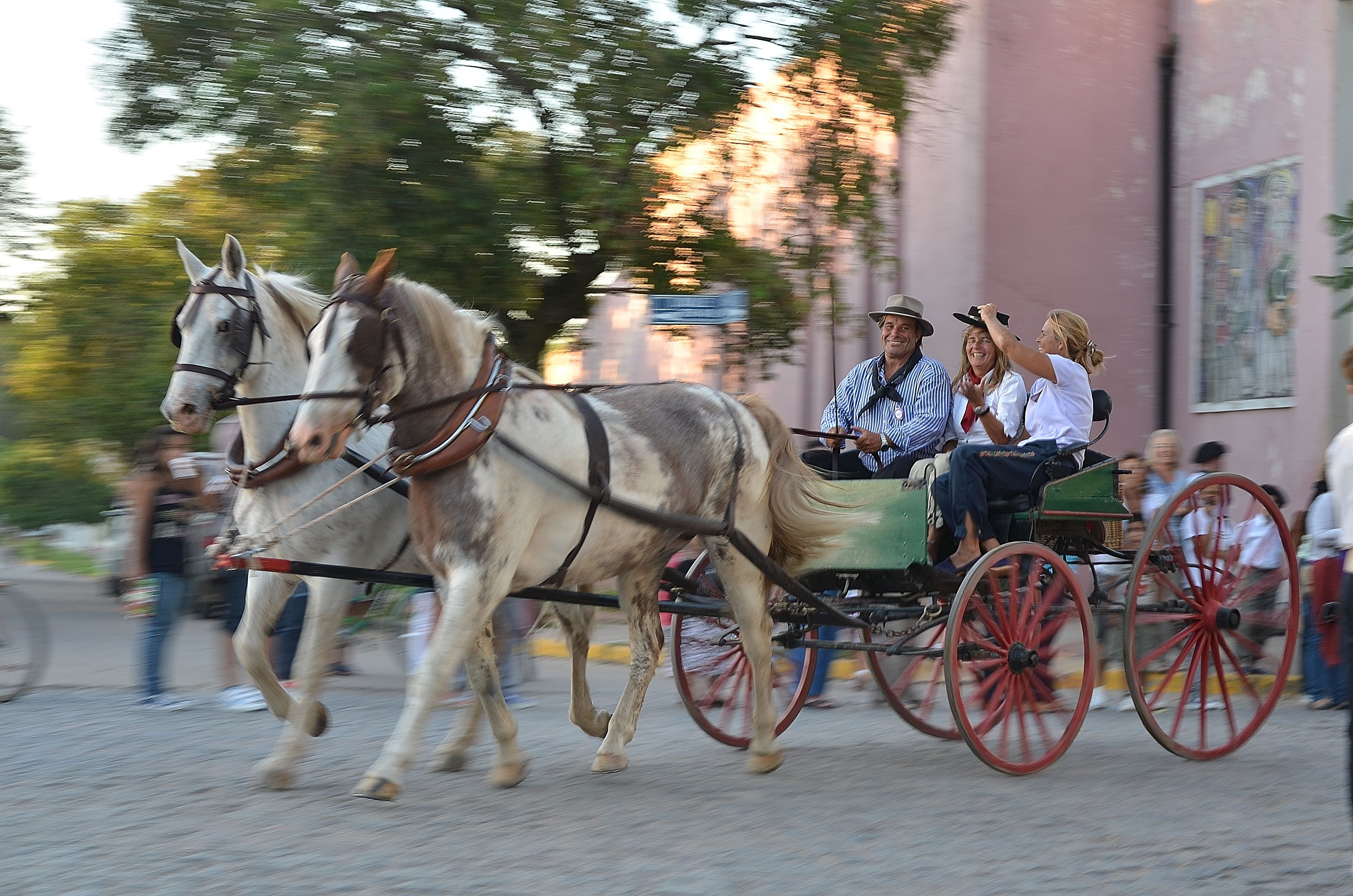
День традицій

Основною галуззю економіки міста Сан-Антоніо-де-Ареко є сільське господарство. Окрім цього, розвинені народні ремесла — виробництво столове срібло, лимарство, ткацтво, виготовлення мотузок, металевих виробів, кераміки.
Важливу роль в економіці міста відіграє туризм, у першу чергу, внутрішній. Головними відвідувачами є переважно жителі Буенос-Айреса, яких приваблює традиційне життя Сан-Антоніо-де-Ареко, яке контрастує із сучасним стилем життя у столиці. Також місто приваблює іноземних туристів, зацікавлених у культурі гаучо. Основною туристичною атракцією Сан-Антоніо-де-Ареко є Національний фестиваль традицій, який проводиться щороку у листопаді і приваблює більше 20 тисяч відвідувачів. Окрім цього, у місті функціонують вісім музеїв:
- Креольський парк і музей гаучо імені Рікардо Гуїральдеса
- Культурний центр і музей «Usina Vieja»
- Музей «Лас Лілас де Ареко» (зібрання робіт художника Флоренсіо Моліни Кампоса)
- Музей електричного кооперативу Антоніо Паццальї
- Музей столового срібла Драгі
- Музей пам'яті Освальдо Гаспаріні
- Музей-ательє Ла Рекова
- Музей імміграції «Обличчя пампи»

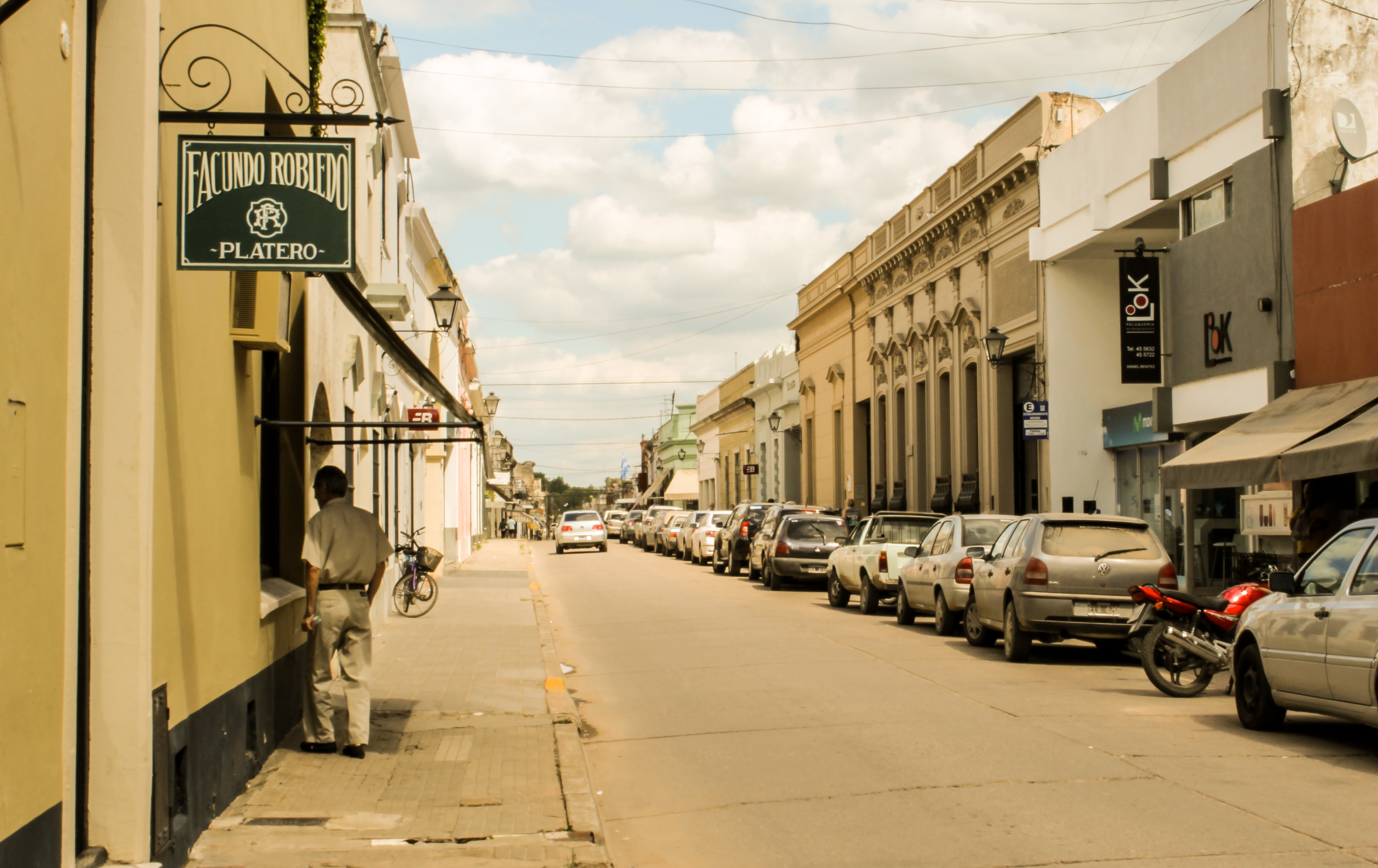
Типова вулиця Сан-Антоніо-де-Ареко
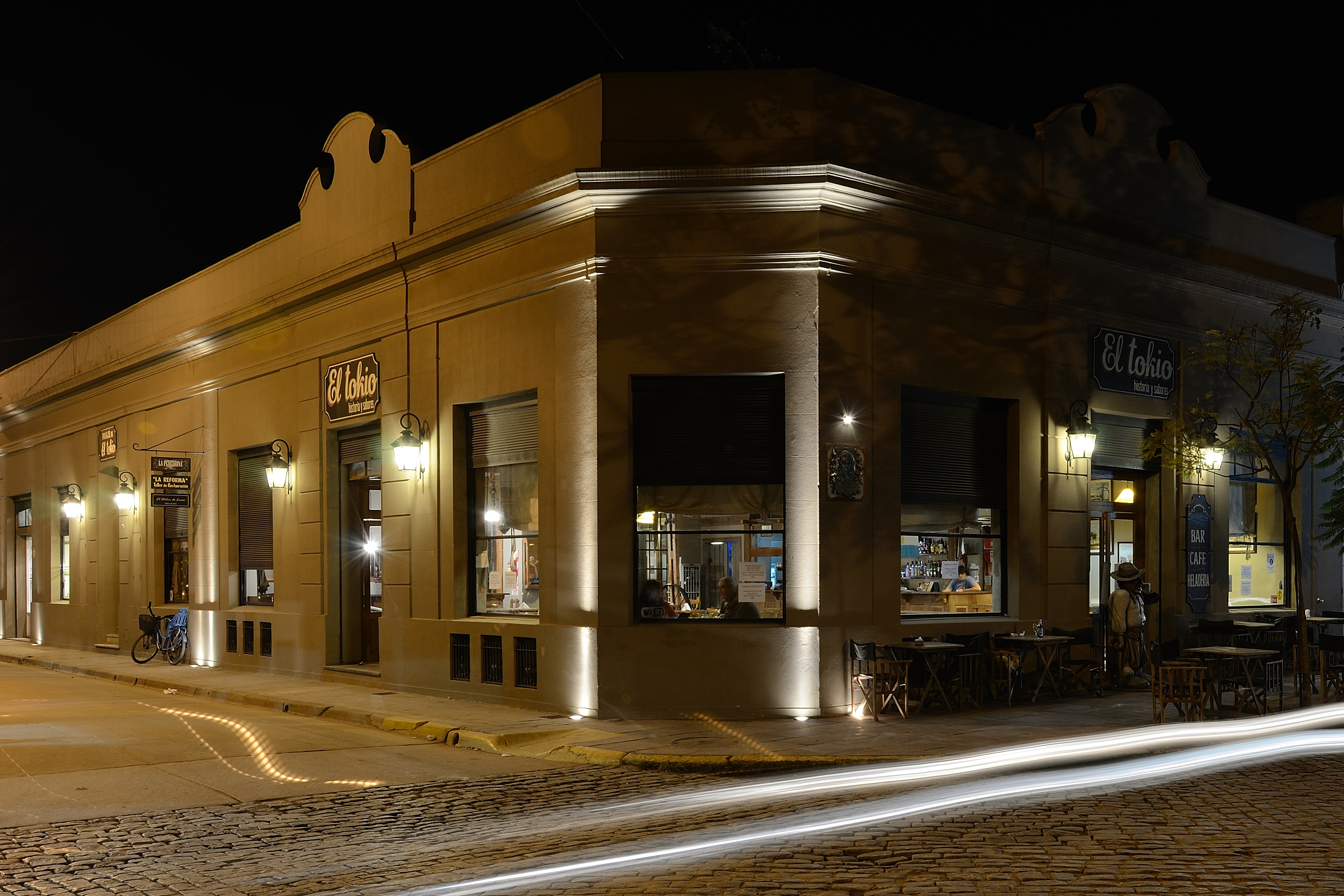
Ріг вулиць
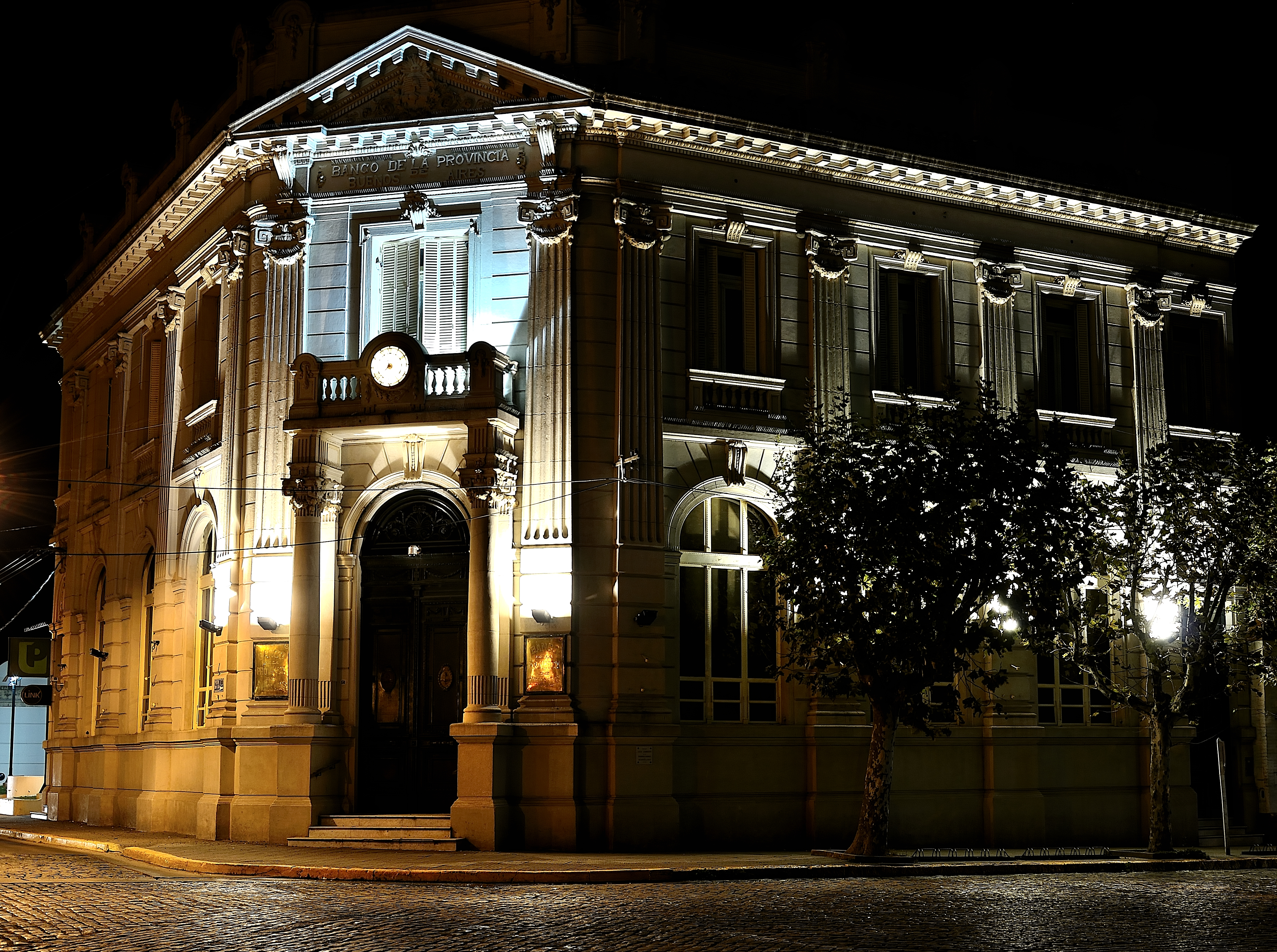
Банк
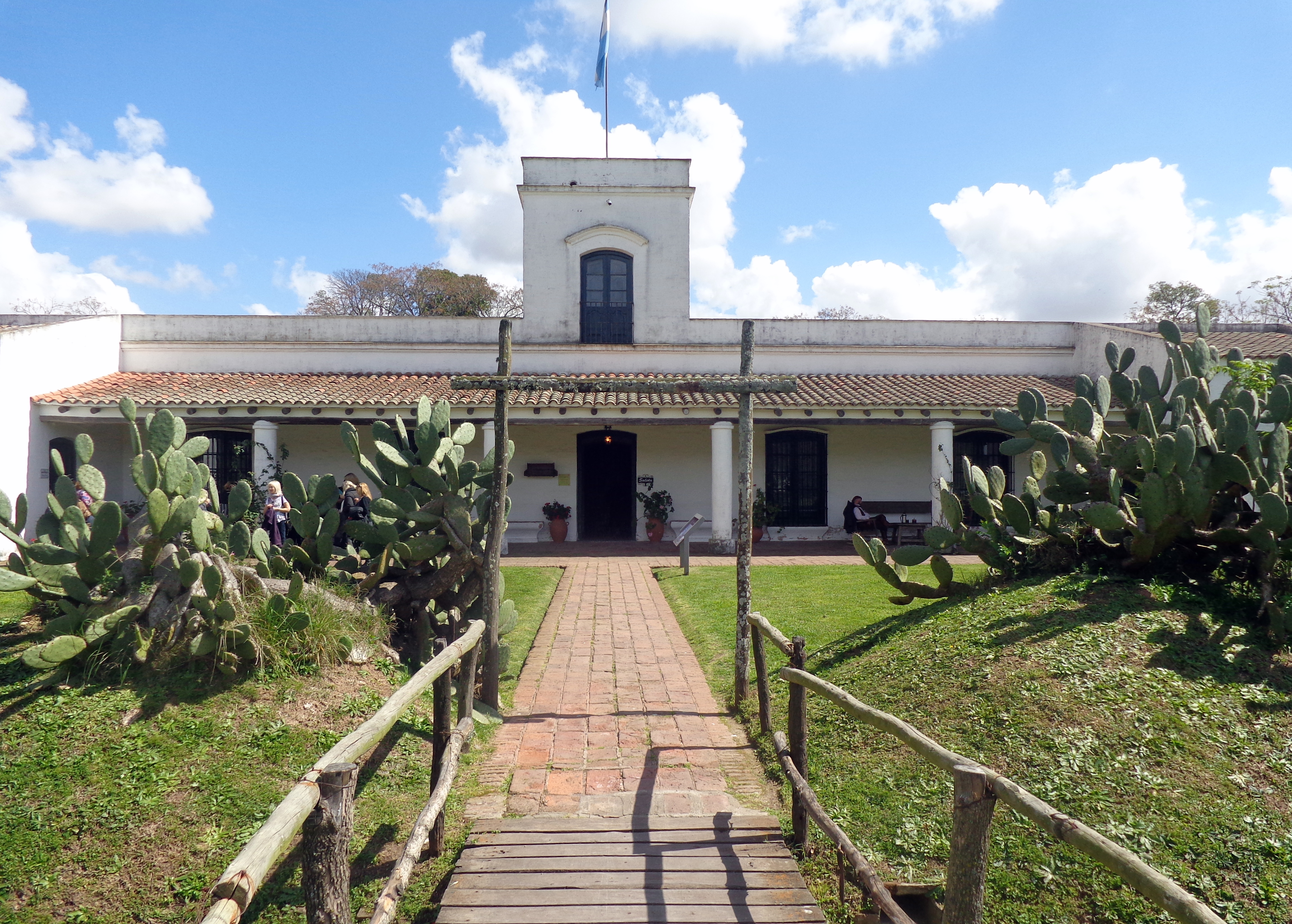
Музей гаучо
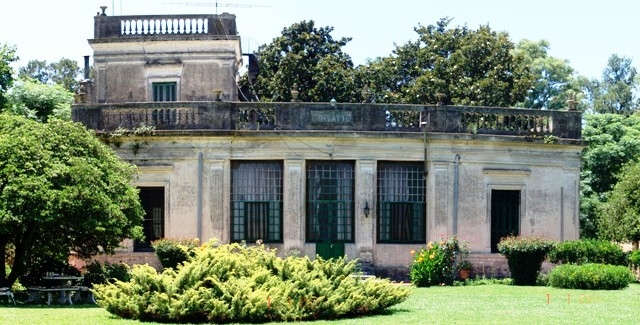
Старовинна садиба
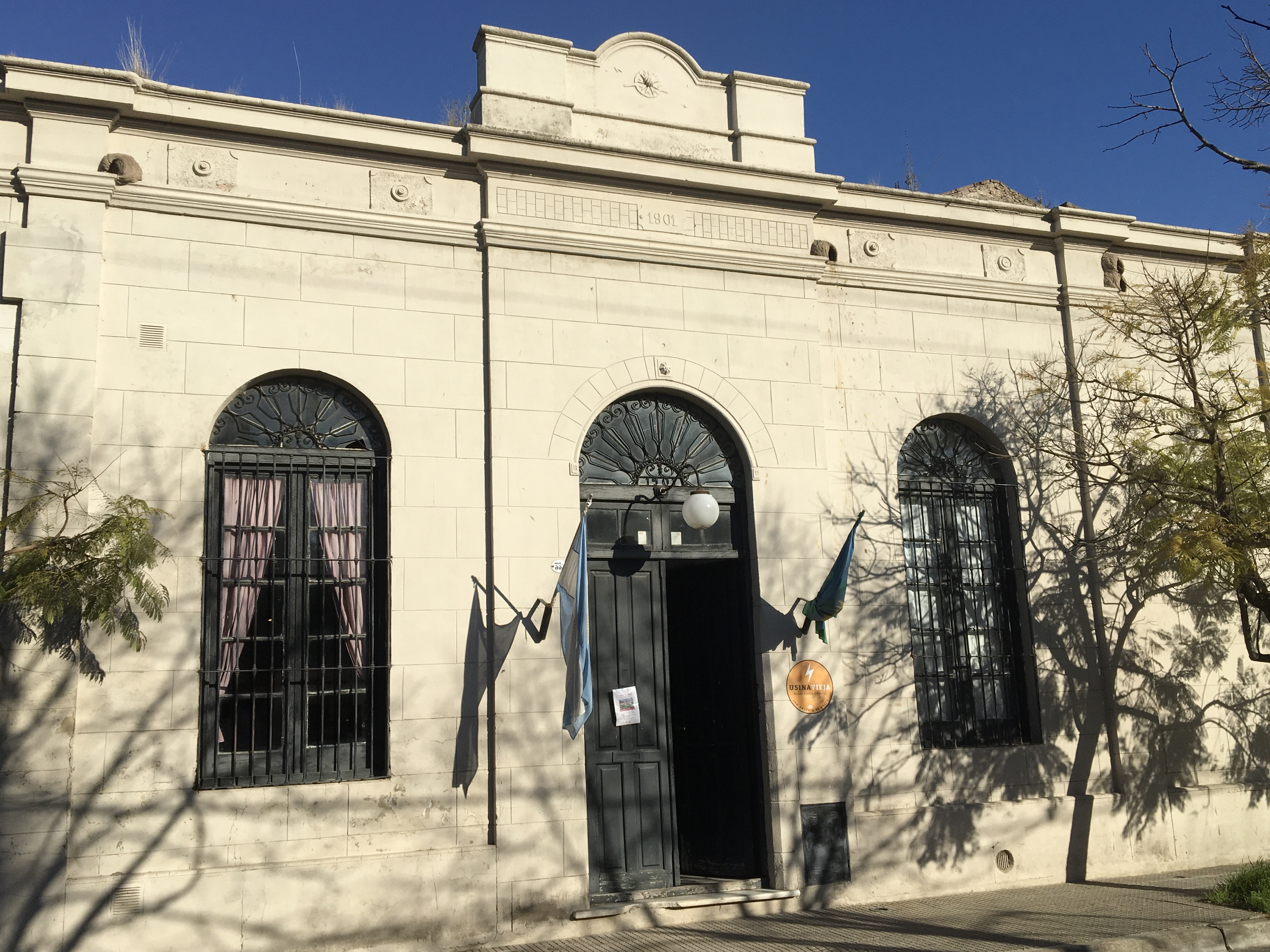
Музей пластичних мистецтв ім. Хуана Б. Тапії
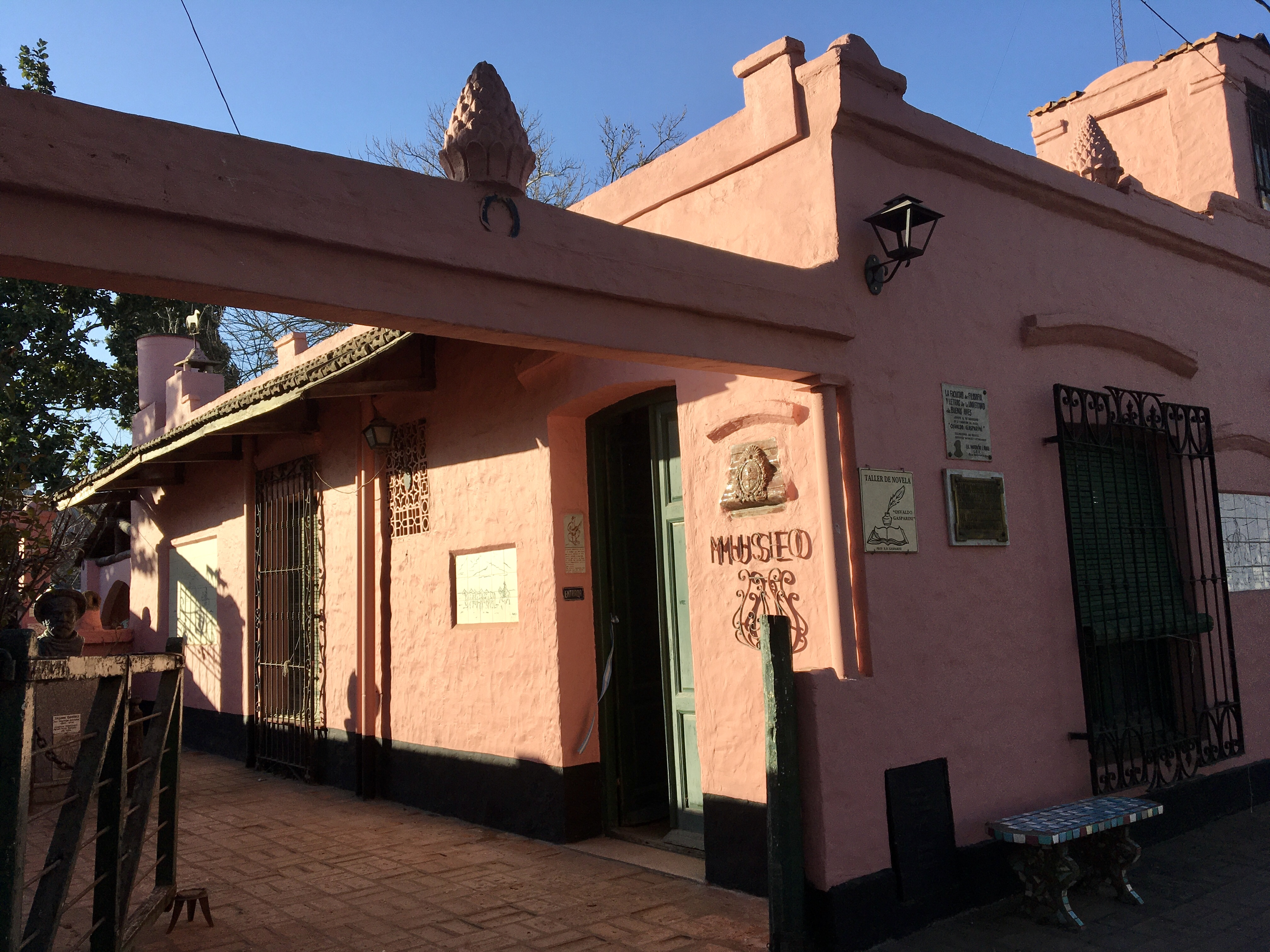
Музей витончених мистецтв ім. Освальдо Гаспаріні